# جهاز ميلانوكورتين المركزي

## التشريح
يُعرف هذا الجهاز من الناحية التشريحية باعتباره مجموعة من دوائر الجهاز العصبي المركزي التي تشتمل على:
- العصبونات وهي تلك الخلايا التي تُعبر عن الببتيد العصبي الوطائي «واي» والجين المتصل ببروتين الأغوطي أو الرابطة الببتيدية التي تنشأ في النواة المقوسة.
- جذع الدماغ تنشأ عصبونات الرابطة الببتيدية في النواة الصوارية للجهاز الفردي.
- يهدف مصب هذه الرابطة الببتيدية والبروتين الأغوطي إلى ارتباط العصبونات البروتينية للتعبير عن ميلانوكورتين-3 ومستقبل ميلانوكورتين-4.

## آلية العمل
يُشارك هذا الجهاز في تنظيم وزن الشخص من خلال دوره في الاشتهاء إلى الطعام واستهلاك الطاقة عن طريق بروتين اللبتين والغريلين والأغوطي ذات صلة. حيث يستقبل هذا الجهاز المعلومات من الهرمونات والمغذيات والمدخلات العصبية الواردة والفريدة من نوعها في تكوينها من الألياف التي تُعبر عن كل من أجهزة الاستقبال المحفز والميلانوكورتين.
وبسبب ظهور مرض السمنة كمشكلة صحية، ازداد تمويل بحوث كثيرة في هذا المجال فيما يتعلق بجهاز ميلانوكورتين المركزي. ومع ذلك، فمن المهم الإشارة إلى أن هذا الجهاز يُظهر أيضًا التأثيرات على الوظائف القلبية الوعائية الدموية والجنسية.

## الآثار العلاجية
يعتبر هذا الجهاز هدفًا للأدوية التي تُعالج السِمنة والسكري والدَنف. يؤدي تنشيط مستقبل ميلانوكورتين-4 إلى نقص اشتهاء الطعام وزيادة الأيض للدهون وكتلة الجسم القليلة الدهون، حتى في حالة الجُوع النسبي. وعلى العكس من ذلك، فقد أوضحت الأضرار التي لحقت بالمستقبل هذا أنها تؤدي إلى السِمنة المرضية.